# Crespo (Argentina)
Crespo  es un municipio del departamento Paraná en la provincia de Entre Ríos, República Argentina. El municipio comprende la localidad del mismo nombre y un área rural. Se ubica a 42 km al sudeste de la ciudad de Paraná.

## Historia
El origen de la ciudad se vincula con la construcción de la estación del Ferrocarril de primera categoría, que fue el puerto férreo más importante de la zona y permitió la instalación de inmigrantes con proyectos visionarios. Su nombre se relaciona con el del propietario de las tierras donde se registraron los primeros asentamientos que dieron origen a la ciudad: el gobernador Manuel Crespo.
En 1885 se asentó la estación del Ferrocarril Central Entrerriano, propiedad del Estado provincial. Como consecuencia, comenzaron los asentamientos de familias criollas, españolas e italianas en lo que se denominó estación Crespo. 
En 1887 llegaron las primeras 40 familias de inmigrantes provenientes de Italia mayormente sicilianos, luego llegan familias de alemanes del Volga. Un año después fundaron la aldea San José, ubicada a unos mil metros del asentamiento de la estación. Los trabajos de mensura, división y amojonamiento de los terrenos aledaños a la estación (a 1 km) destinados al pueblo y colonia San José fueron terminados el 20 de marzo de 1888 y aprobados por el gobierno provincial el 24 de abril de 1888. El 3 de abril de 1889 fue designado el primer comisionado rural. En 1892 la estación fue renombrada a estación Gobernador Crespo. 
Como Crespo no tiene acta de fundación, se considera como su nacimiento el 24 de abril de 1888, fecha de la aprobación del plano oficial de la traza del pueblo y la colonia Crespo, siendo designado el 3 de junio de 1892 su primer alcalde. Hacia 1900, arribó a la ciudad la comunidad judía. El 9 de diciembre de 1922 la colonia fue elevada a la categoría de villa, conformándose la junta de fomento. Mediante decreto n.º 5397/1957 de 2 de octubre de 1957 Crespo fue elevada a municipio de primera categoría, dado que contaba con más de 5000 habitantes, número que era definido por la ley provincial de municipios para ascender de junta de fomento a municipio. En el desarrollo de la ciudad tuvo una importante influencia el factor religioso, sobre todo vinculado a los alemanes del Volga asentados en la Aldea San José. En 1893 varias familias iniciaron la construcción de la iglesia San José. En 1908 se incorporaron a ella las campanas llevadas de Alemania y en 1916, el reloj de la cúpula. 
En 1896 se estableció la razón social que marca gran parte de la historia de la ciudad y que fue pionera de las actividades agroindustriales que caracterizan el perfil productivo de Crespo hasta el día de hoy. Se trata de la empresa Sagemüller Hnos., fundada por Otto Sagemüller, un inmigrante alemán oriundo de Bremerhaven. En 1910 se fundó La Agrícola Regional Cooperativa Limitada, otra institución centenaria de Crespo. Inspirada en los principios del cooperativismo, surgió para responder a las necesidades de los colonos, fundamentalmente vinculadas a la compra de insumos básicos para la actividad agrícola; semillas, herramientas, lubricantes, bolsas e hilos. Esto fue con la finalidad de evitar la intermediación de los comercios proveedores, que incrementaba notoriamente el costo de los insumos.
En 1904 se fundó la primera escuela primaria pública: n.º 54 Tomás Guido, mientras que en 1909 comenzó sus actividades el Colegio Sagrado Corazón, primera escuela confesional. En 1957 se fundó el Instituto Comercial Crespo, hecho que permitió a muchos jóvenes crespenses poder continuar su educación en la ciudad. Otras instituciones que se fundaron y que dan dinamismo a la ciudad son: Sociedad Italiana (1900), iglesia Nuestra Señora del Rosario (1916), Congregación Evangélica Luterana de San Pablo y Congregación Evangélica Alemana del Sínodo del Río de la Plata (1920), Escuela n.º 105 (1929), Hospital San Francisco de Asís (1929), Biblioteca Popular Orientación (1932), Club Atlético Sarmiento (1939), Asociación Deportiva y Cultural (1941), Centro Recreativo y Cultural Ferroviario (1945), Club Atlético Unión (1950). 
El 9 de diciembre de 1922 fue creado el municipio de Crespo al establecerse una junta de fomento y su ejido. El municipio pasó a ser de segunda categoría el 1 de julio de 1935. y a la primera categoría por decreto n.º 5397/1957 de 2 de octubre de 1957. Incorporó el barrio Azul o Casanave por decreto-ley n.º 3685/44 IF publicado el 16 de agosto de 1944. Su ejido fue modificado por ordenanza n.º 4/1970, aprobada por el Ministerio de Gobierno y Justicia el 7 de agosto de 1970. Por ordenanza n.º 43/13 de 6 de septiembre de 2013 cedió la jurisdicción sobre la Aldea Santa Rosa.

## Política
En el periodo democrático iniciado en 1983, Crespo tuvo los siguientes intendentes: Héctor Seri (1983-1987), Rolando Kaehler (1987-1991), Daniel Paifer (1991-1995), Eduardo Salcerini (1995-1999), Darío Schneider (1999-2003), Juan Carlos Brambilla (2003-2007) y nuevamente Juan Carlos Brambilla (2007-2011) convirtiéndose en el primer Intendente reelecto en forma consecutiva de la ciudad, Ariel Robles (2011-2015), Darío Schneider (2015-2019), nuevamente Darío Schneider (2019- 2023). El actual presidente municipal es Marcelo Cerutti.

## Economía
Es considerada, desde la década de 1960, la Capital Nacional de la Avicultura debido a que la actividad económica principal de la ciudad es la cría de aves de corral para la producción de carnes (pollos parrilleros) y de huevos (gallinas de alta postura), la cual se realiza en forma industrial. En la zona rural existen grandes galpones denominados tinglados, que tienen entre 50 y 350 m de largo, donde se crían y mantienen las aves. En los últimos años se ha incrementado la producción agropecuaria (siembra y producción vacuna) en la zona, constituyendo las principales fuentes de recursos que mantienen las microeconomías de este tipo de ciudades. Tradicionalmente es importante la producción de ganado porcino y sus derivados.
La ciudad cuenta con un parque industrial que se ubica entre los diez más importantes de la provincia, con industrias relacionadas al procesamiento de las aves, huevos, fabricación de máquinas agrícolas, productos secundarios y alimenticios. Gran parte de las industrias centran su producción a la exportación europea.
Desde 1965, cuando fue designada como Capital Nacional de la Avicultura, siendo intendente Ignacio Göttig y presidente de la Nación Arturo Illía, se celebra en Crespo la "Fiesta Nacional de la Avicultura, posteriormente se desarrollaron también en localidades aledañas, las Expo emprendedores y Expo Porcinos" y hasta 2001 la segunda mayor Oktoberfest de Argentina.
La Oktoberfest era una fiesta realizada por la Asociación de descendientes de Alemanes. Se realizó hasta el año 2001 y el lugar en donde se hacía la fiesta y exposición tiene un salón de grandes dimensiones llamado el Castillo Alemán del Volga, y se encuentra ubicado en el ingreso a la ciudad de Crespo.
A su vez, la Fiesta Provincial de la Cerveza, es organizada anualmente en enero por el Club Atlético Unión y en el año 2012 llegó a su edición Nro. 40.

## Servicios públicos

### Educación
Crespo tiene una experiencia de educación democrática denominada Concejo Deliberante Juvenil. Cada una de las instituciones educativas secundarias, forma un bloque que sesiona durante un mes y propone proyectos de ordenanza, los cuales son tratados y aprobados, todo ello con la presidencia del presidente del Concejo Deliberante verdadero.

## Patrimonio

### Parroquias de la Iglesia católica en Crespo

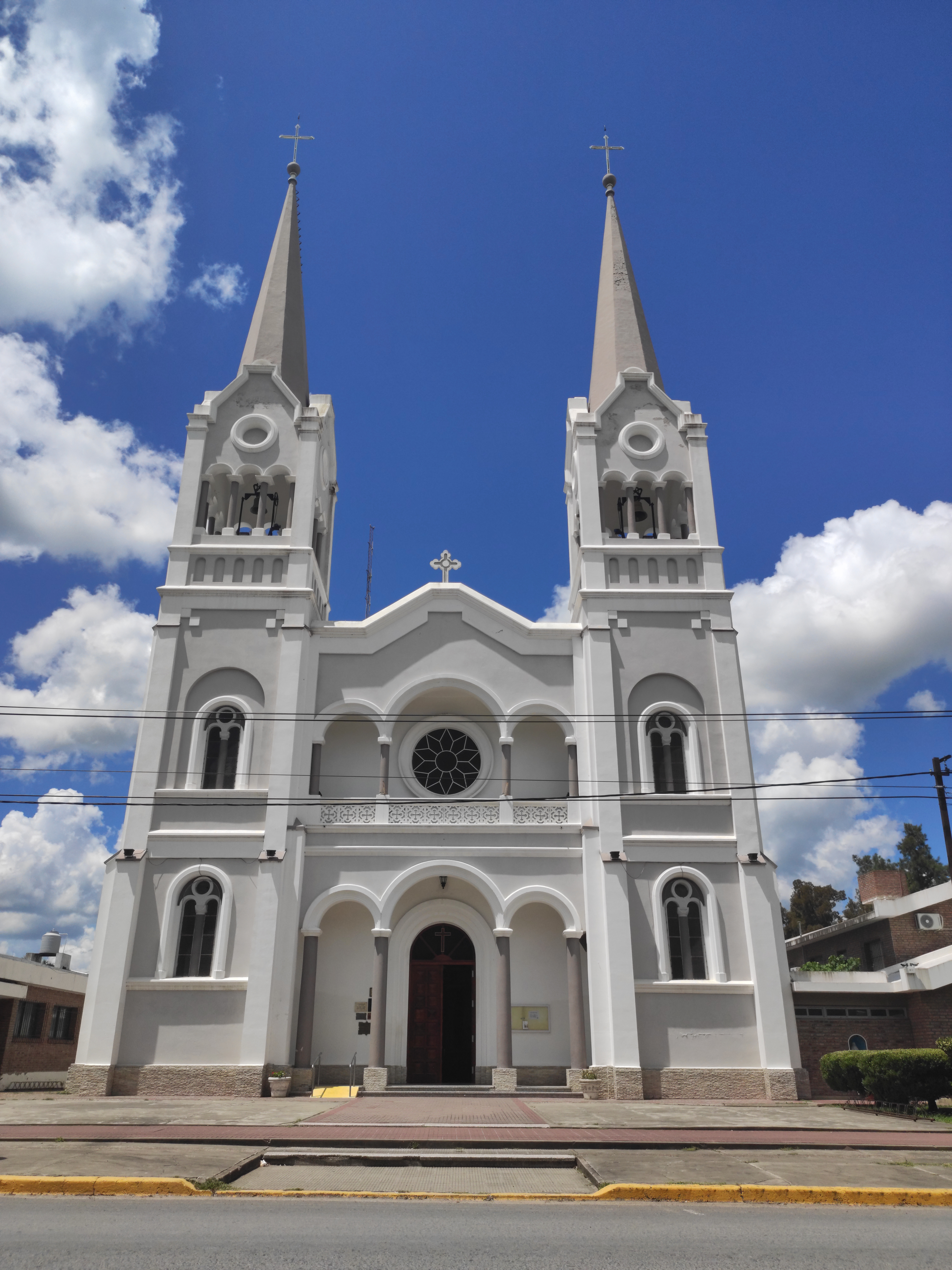

| Arquidiócesis | Paraná                               |
| ------------- | ------------------------------------ |
| Parroquias    | San José, Nuestra Señora del Rosario |

## Deporte
El deporte más popular en Crespo es el fútbol. Los tres clubes que participan en la Liga de Fútbol de Paraná Campaña son el Club Atlético Sarmiento, el Club Atlético Unión y la Asociación Deportiva y Cultural.
Unión ha participado varias veces del Torneo Federal C, quinta división del fútbol argentino. Al igual que las dos instituciones restantes. 
También se encuentra el Centro Recreativo y Cultural Ferroviario, donde se practica el deporte de las bochas. Y el Club Amigos del Ciclismo Crespo.
En la actualidad (2018), el Club Atlético Unión, disputa la Liga Provincial de Básquet, cuarta división a nivel nacional.